# Mario Seghesio
Mario Seghesio (Genova, 15 marzo 1903 – Genova, 10 aprile 1926) è stato un calciatore italiano, di ruolo portiere.

## Carriera
Soprannominato Gheghe, a partire dalla stagione 1921-1922 disputa complessivamente con l'Andrea Doria 80 partite in massima serie subendo 110 gol fino alla stagione 1925-1926.
Vittima di un grave trauma polmonare il 21 marzo 1926, in seguito a un violento tiro parato nel corso di una partita contro il Pisa, muore alcune settimane dopo.. Viene sepolto dai compagni di squadra nel Cimitero di Staglieno; per la lapide viene scelta una foto in divisa sociale.